# Azygocypridina brynmawria
Azygocypridina brynmawria is een mosselkreeftjessoort uit de familie van de Cypridinidae. De wetenschappelijke naam van de soort is voor het eerst geldig gepubliceerd in 2008 door Diamond, de Forges & Kornicker.